# 郭勝
郭 勝（かく しょう、? - 189年?）は後漢時代末期の宦官。荊州南陽郡の人。

## 生涯
霊帝の時代、張譲と趙忠が権勢を振るった時代に、中常侍に任命された12名の宦官の一人である。十常侍と呼ばれる。皇帝の寵愛を受け、列侯され、子弟を地方官に任命させて私腹を肥やした。黄巾の乱が勃発すると、郎中の張鈞は十常侍を乱の元凶として弾劾し、斬るよう上奏したが、皇帝に容れられなかった。
郭勝は何進と同郷であったため、何進の妹を霊帝の后とするなど、外戚である何氏とも通じていた。189年、霊帝が病没し、太子の劉弁（何氏の子）が即位すると、外戚の何氏と董氏との間で権力争いが勃発する。郭勝は何進と同郷であったため、何氏と内通し、董氏に味方した宦官蹇碩を滅ぼした。
やがて何進と十常侍も対立し、何進が暗殺されると、その部下の袁紹等の掃討軍の攻撃で張譲や趙忠をはじめ多くの宦官が殺害されたときに、ともに殺害された可能性が高い。

## 参考資料
- 後漢書/卷78（中国語版ウィキソース）